# Галт Ред-Вінгс
Галт Ре́д-Вінгс — онтарійська юніорська хокейна команда, що раніш базувалася у містечку Галт (англ. Galt), яке нині частина міста Кембридж. Грали в Онтарійській хокейній асоціації з 1943 по 1955; ігри проводили в «Галт Арена Гарденс».

## Історія команди
- Рік заснування невідомий, але в 30-40 роках XX століття періодично грали в місцевих хокейних лігах.
- «Галт Канадіенс» (англ. Galt Canadians) самостійний сезон 1943—1944 роки.
- «Галт Ред-Вінгс» (англ. Galt Red Wings), будучи філією «Детройт Ред-Вінгс» (англ. Detroit Red Wings) з 1944 по 1947 роки.
- «Галт Рокетс» (англ. Galt Rockets) самостійно з 1947 по 1949 роки.
- «Галт Блекгокс» (англ. Galt Black Hawks), будучи філією «Чикаго Блекгокс» (англ. Chicago Black Hawks) з 1949 по 1955роки.
- Надалі грали в місцевих хокейних лігах набагато слабшого рівня.

## Галт Арена Гарден
Галт Арена Гарден є найстарішою спортивною спорудою в Онтаріо, будівля розташована у місті Галт, яке нині є південною частиною міста Кембридж, Онтаріо. Арену побудовано восени 1921 року — а першу гру на ній провели в січні 1922 року. «Арена Гарден» знаходиться в старовинному районі міста в оточені маленьких будинків та великою кількістю дерев, вздовж вулиці. Зовні в будівлі впізнається індустріально-модерновий стиль американської архітектури, з хитромудро викладеним фасадом з коричневої цегли. Відкривала ковзанку місцева хокейна команда «Галтські шершні».
Адреса: 98 Shade St., Cambridge, ON, N1R 4J8
В часи Онтаріо Хокей Асоціації, на ній грали різні команди: (Galt Terriers Hockey Club) «Галт Канадіенс», «Галт Ред-Вінгс», «Галт Рокетс», «Галт Блекгокс», та містечкові дитячі й ветеранські команди.
З 1957 року на арені проводили «косметичну» реконструкцію. А з 1960 року на ній вже базувався клуб «Галтс Хорнетс» (Galts Hornets), який в 70-х роках змінив назву на «Кембридж Горнетс» (Cambridge Hornets)
У період між 1995 і 1997 року, на Галт Арені Гарден пройшла детальна реконструкція за 4,5 млн дол США, даний ремонт продовжив службу цієї споруди, як однієї з найбільш історичних хокейних будівель Канади. Нині на ній відбуваються різноманітні місцеві суспільні події, працюють групи фігурного катання, та грають дві місцеві хокейні команди — «Кембридж Горнетс» (Cambridge Hornets) і «Кембридж Вінтер Гокс»(Cambridge Winter Hawks)

## Місто примара— Галт
Коротка доповідь про місто, якого вже немає
В 1784 році від імені британської корони для шести племен індіанців було передано всі землі вздовж річки Гранд, шість миль (10 км) в глибину, по обидва боки річки від її витоку до озера Ері. Індіанці, очолювані «представником корони»- Джозефом Брант, обстежували цю територію, а в 1791 і розділили на Резервації для індіанських племен, та визначили великі масиви землі, які вони мали намір продати для розробників з Європи. Одним з таких є розробників і був Вільям Диксон, який у 1816 році, набув виключне право на 90000 акрів (360 км 2) землі вздовж Гранд річки, яка згодом склала 2 округи — Північний Дамфріс та Південний Дамфріс.
З метою захисту та оброблення землі, Диксон розділив свою ділянку на дрібніші частини, для продажу в першу чергу шотландським поселенцям, яких він сподівався залучити в Канаду. За сприяння компанії «Абселом Шаде» (Абсолютний затишок), Диксон негайно зайнявся закладкою міста-сіті, яке служитиме координаційним центром для його спроб заповнити поселенцями сільську місцевість. Вони вибрали місцевість, де річка Мілло Крик впадає у Гранд-Ривер і в 1816 було закладено містечко Шаде Міллс. Нове поселення росло повільно, але в 1825 році, вважалося найбільшим поселенням в цьому районі і доволі значним, щоб утримувати пошту.
Диксон вирішив, що для поштового відомства потрібна гучніша назва і він вибрав Галт на честь шотландського письменника та комісара Канадської компанії Джона Галта. Після відвідин Джоном Галтом і Диксоном селища в 1827 році назва Галт отримала ширше розповсюдження та визнання. У перші свої роки Галт формувався як сільськогосподарське товариство, яке обслуговувало потреби фермерів у прилеглих сільських районах. Так тривало до кінця 1830-х років, а потім почали розвивати його промисловий потенціал і отримали хорошу репутацію за якість продукції, а в народі місто називали «Манчестер в Канаді». Галт був найбільшим і найважливішим містом у цьому районі до початку XX-го століття, а далі його замістили вже інші, в силу різних обставин. Хоча й до-тепер у містечку продовжується стійке зростання, підтримучи свою репутацію промислового міста, чиї продукти відомі в усьому світі. А з метою координації зусиль, фінансових та людських, у 1973 році було проведено об'єднання кількох сусідніх містечок, тим самим, створений мегаполіс. Від тоді Галт уже район міста Кембридж у провінції Онтаріо в Канаді.

## Спортивні віхи команди
Коротка доповідь про команди, яких вже немає
Команда раніше носила назву «Галт Канадіенс» і тільки в сезоні 1943-44 рр., стартувала у великому турнірі, — до того граючи в провінційних незначних аматорських турнірах. А 1944 році команді перепала спонсорська допомога від НХЛ, отримавши відомого попечителя з Детройту, вони й змінили назву на «Галт Ред-Вінгс». Спонсорське сприяння тривало протягом трьох сезонів, завдяки цьому «червоні крила» з Галту, завжди знаходилися в верхніх щаблях турнірної таблиці Ліги.
У сезоні 1944-45, для «галтських червоних крил» грав, у майбутньому вшанований в Хокейній Залі Слави, Горді Хоу. Тоді «Галт Ред-Вінгс» досягли фіналу Ліги і претендували на здобуття «Кубок Росса Робертсона» (англ. J. Ross Robertson Cup) в 1945 році, але поступилися у четвертій грі в Торонто «Святомихайлівським Юніорам» (англ. Toronto St. Michael's Majors). У сезоні 1946-47 «червоні крила» повернувся у фінал, але вже під керівництвом майбутнього пошановувача в «Залі слави Хокею», воротаря-легенди Террі Савчука — але й цього разу поступилися (і знову в четвертій грі) тим таки торонтцям. У цей період за команду грало багато згодом відомих гравців, з котрих згодом 14 успішно виступали в НХЛ:
| - Pete Babando Піт Бабендо - Pete Conacher Піт Конахер - Lee Fogolin Лі Фоголін - Fred Glover Фред Гловер | - Warren Godfrey Воррен Годфрі - Bronco Horvath Бронко Хорват - Gordie Howe Горді Гоу - Tom McGrattan Том МакГреттен | - Marty Pavelich Марті Павелич - Nels Podolsky Нілс Подолскі - Jack Price Джек Прайс | - Terry Sawchuk Террі Савчук - Barry Sullivan Баррі Салліван - Bill Wylie Білл Вайлі |

Тільки в 1947 році спонсорство детройців закінчилося, нові власники перейменували команду на «Галт Рокетс». А вже з 1949 року, за програмою спонсорства команд НХЛ над юнацькими колективами, вже «Чикаго Блек Гокс» стали попечителями місцевої юнацької команди. Цей період тривав до того часу, поки діяла ця програма, аж до 1955 року. Чимало перспективних гравців «чиказьких чорних яструбів» пройшло через цей клуб. Хоча й ця команда «зірок з неба не хапала» — лише один вдалий сезон в 1951/52 роках, коли вони завоювали третє місце. У цей період за команду грало багато, згодом, відомих гравців, котрі доволі успішно виступали в НХЛ:
| - Bob Beckett Боб Бекетт - Les Binkley Лес Бінклі - Mike Buchanan Майк Буканен - Chick Chalmers Чік Чалмерский | - Murray Costello Мюррей Костелло - Bobby Hull Боббі Галл - Hec Lalande Гек Лаланд - Jim McBurney Джим МакБарні | - Hillary Menard Гіларі Менард - Tony Poeta Тоні Поет - Len Ronson Лен Ронсон - Don Simmons Дон Сіммонс | - John Sleaver Джон Слеві - Floyd Smith Флойд Сміт - Kenny Wharram Кен Воррем - Bob Wilson Боб Вілсон |